# Esma Redžepovová
Esma Redžepovová (makedonsky Есма Реџепова; alternativně Esma Redžepova Teodosijevska; 8. srpna 1943, Skopje – 10. prosince 2016, tamtéž) byla populární severomakedonská národní umělkyně, zpěvačka romského původu. V roce 1976 obdržela v Indii na mezinárodním festivalu romské hudby titul 'Královny romské hudby'.

## Život a dílo
Esma Redžepovová byla významná romská zpěvačka, jež vyrostla v Šuto Orizari na předměstí Skopje. Její matka byla Turkyně, otec byl Srb se židovsko-romskými kořeny.
Svoje písně zpívala romsky, srbsky a makedonsky. Veliké popularitě se těšila především v regionu bývalé Jugoslávie. V minulosti vystoupila také např. v České republice, a to na romském festivalu Khamoro.
Byla velmi iniciativní v oblasti charity, za což byla dvakrát nominována na Nobelovu cenu za mír. Podle svých slov dávala s manželem pětinu výdělku ze všech koncertů na charitu a podporovali chudé studenty. Sami neměli žádné děti, ale vynahradili si to tím, že adoptovali 47 dětí. Během války v Kosovu poskytovala přístřeší, jídlo a základní potraviny tamním lidem v nouzi.
Zemřela na začátku prosince roku 2016 ve věku 73 let.